# Gnuheter
Gnuheter är en svensk webbplats som startades som samlingsplats för nyheter, diskussioner och blogginlägg men övergick 2005 till att samla länkar till olika bloggar med inriktning på Linux, fri programvara, öppen källkod, upphovsrätt, programvarupatent och dylikt.

## Creeper
Creeper är en del av gnuheter. Det är en enkel webbtjänst startad av Patrik Wallström vars syfte är att enkelt övervaka myndigheters förehavanden på Internet. Övervakningen sker genom att man på en webbsida lägger till en bild tillhandahållen av tjänsten Creeper.
Creeper har varit uppmärksammad i media ett flertal gånger. Första gången vid lanseringen i maj 2007 då Tech World skrev om att FRA besökte bittorrent-sajten Swebits. I januari 2008 uppmärksammades Creeper då Computer Sweden avslöjade att Kristdemokraterna surfade till pornografiska webbplatser. En liknande incident har även rapporterats av Ekot i Sveriges Radio.